# Peace River (Canada)
 Ikke at forveksle med Peace River (Florida).
Peace River (French: rivière de la Paix) er en flod i Canada der har sit udspring i Rocky Mountains i den nordlige del af British Columbia og løber mod nordvest gennem det nordlige Alberta. Peace River løber ud i Slave River, en biflod til Mackenzie River. Mackenzie er den 12. længste flod i verden, efter Mekong og eftefulgt af af floden Niger. Finlay River, der er hovedtilløbet til Peace River, regnes for det fjerneste tilløb til Mackenzie River.

## Historie
Områderne langs floden er traditionelt hjemsted for Danezaafolket, som kaldes Beaver af europæerne. Pelshandleren Peter Pond menes at have besøgt floden i 1785. I 1788 etablerede Charles Boyer fra North West Company en pelshandelspost ved flodens sammenløb med Boyer River.
I 1792 og 1793, rejste den opdagelsesrejsende Alexander Mackenzie op ad floden til Continental Divide. Mackenzie referrerede til floden som Unjegah, fra et indfødt ord der betyder "stor flod".
Langvarige fjendtligheder mellem Danezaa og Creefolk, sluttede i 1781 da den nordamerikanske koppeepidemi udryddede en stor del af Creestammen. En fredsaftale blev indgået over en fredspibe, med Peace River som grænse, med Danezaa nord for floden og Cree mod syd.
I 1794, blev der oprettet en handelsstation ved Fort St. John; det var den første ikkeindfødte bebyggelse i British Columbias hovedland.

### Senere udvikling
I den frodige jord i Peace River-dalen i Alberta har man produceret hvede siden slutningen af det 19. århundrede. Peace Riverregionen er også et vigtigt område for udvinding af olie og naturgas. I British Columbia er der produktion af træmasse og papirproduktion.
Peace River har to sejlbare sektioner, adskilt af strømfaldene Vermilion Chutes, i nærheden af Fort Vermilion. 
Den første dampdrevne flodbåd der sejlede på Peace River var Grahame, bygget i 1880'erne for Hudson's Bay Company ved Fort Chipewyan, på Lake Athabasca. Omkring et dusin flodbåde opererede på floden. De fleste af de tidlige både var træfyrede med brændsel skovet langs flodens bredder. Den sidste flodbåd på Peace River var Watson's Lake, der indstillede driften i 1952.

## Geografi

### Forløb
Floden er 1.923 km lang (fra Finlay River til Lake Athabasca). Den afvander et areal på omkring 302.500 km². Ved Peace Point, hvor den løber ind i Slave River, har den en årlig vandmængde på 68,2 milliard m³
Der er en stor kunstig sø, Williston Lake, ved flodens øvre løb, dannet med dæmningen og vandkraftværket W. A. C. Bennett Dam. Floden løber ind i Dinosaur Lake, der er reservoir for Peace Canyon Dam. Efter opstemningerne, løber floden mod øst, ind i Alberta og fortsætter mod nord til Peace-Athabasca Delta i Wood Buffalo National Park, ved vestenden af Lake Athabasca. Vand fra deltaet løber ind i Slave River øst for Peace Point og når det Arktiske Ocean via Great Slave Lake og Mackenzie River.

### Samfund og naturbeskyttelse
Blandt byerne langs floden er:
- Hudson's Hope, British Columbia
- Taylor , British Columbia
- Peace River, Alberta
- Fort Vermilion, Alberta

Der er etableret mange provincial parks (Canadisk betegnelse for naturparker) og naturreservater langs floden, f.eks.Butler Ridge Provincial Park, Taylor Landing Provincial Park, Beatton River Provincial Park, Peace River Corridor Provincial Park in British Columbia and Dunvegan Provincial Park, Dunvegan West Wildland, Peace River Wildland Provincial Park, Greene Valley Provincial Park, Notikewin Provincial Park, Wood Buffalo National Park in Alberta.
Der er også nogle få Indianerreservater ved flodbredderne, blandt dem Beaver Ranch 163, John D'Or Prairie 215, Fox Lake 162, Peace Point 222 og Devil's Gate 220.

### Bifloder
Blandt vifloderne til Peace River er:
Williston Lake
- Finlay River
- Omineca River
- Ingenika River
- Ospika River
- Parsnip River
- Manson River
- Nation River
- Clearwater Creek
- Nabesche River
- Carbon Creek

Northeastern British Columbia
- Gething Creek, Moosbar Creek, Johnson Creek, Starfish Creek, Bullrun Creek, Portage Creek, Maurice Creek, Lynx Creek, Farrell Creek
- Halfway River
- Cache Creek, Wilder Creek, Tea Creek
- Moberly River
- Pine River
- Eight Mile Creek
- Beatton River
  - Doig River
  - Blueberry River
- Golata Creek, Mica Creek
- Kiskatinaw River
- Alces River

Alberta
- Moonlight Creek
- Pouce Coupe River
- Clear River
- Sneddon Creek
- Montagneuse River
- Fourth Creek, Hamelin Creek
- Ksituan River
- Hines Creek, Dunvegan Creek, Boucher Creek
- Leith River (Little Burnt River)
- Saddle River (Burnt River)
- Griffin Creek, Mcallister Creek, Strong Creek
- Smoky River
- Heart River
- Pats Creek, Three Creeks, Carmon Creek
- Whitemud River
- Cadotte River
- Buchanan Creek, Keppler Creek
- Notikewin River
- Scully Creek
- Wolverine River
- Buffalo River
- Keg River
- Steephill Creek
- Boyer River
- Caribou River
- Beaver Ranch Creek
- Wabasca River
- Lawrence River
- Mikkwa River (Little Red River)
- Dummy Creek, Waldo Creek
- Pakwanutik River
- Garden Creek, Drolet Creek, Swan River, Vermilion River, Trident Creek, Portage River
- Jackfish River
- Jodoin Creek
- Claire River

Lake Claire
- Lake Claire
  - Birch River
  - McIvor River
  - Mamawi Lake
- Baril River
- Chenal Des Quatre Fourches
- Revillon Coupe
- Scow Channel

## References
1. ↑  Bennett, R.M.; Card, J.R.; Hornby, D.M. (1973-03-09). "Hydrology of Lake Athabasca: Past, Present and Future" (PDF). Hydrological Sciences Bulletin, XVIII. International Association of Hydrological Science. Arkiveret fra originalen (PDF) 16. maj 2013. Hentet 2010-10-08.{{cite web}}:  CS1-vedligeholdelse: Flere navne: authors list (link)
2. ↑  "Peace River at Peace Point". R-ArcticNet. 1959-2000. Hentet 2010-10-08.
3. ↑  "Peace River", Encyclopædia Britannica, 2006. Retrieved September 12, 2006, from Encyclopædia Britannica Premium Service
4. ↑  Coutts, M. E. (1958). Dawson Creek: Past and Present, An Historical Sketch. Arkiveret 3. marts 2016 hos  Wayback Machine Edmonton: Dawson Creek Historical Society.
5. ↑  Edward L. Affleck. "Steamboating on the Peace River". British Columbia History. Arkiveret fra originalen (PDF) 6. december 2012. Hentet 25. november 2015. The brothers built a fleet of small primitive steamers, extending by 1903 to the waters of the Peace above the Vermilion Chutes. In that year the pint—sized sternwheeler St. Charles began to work the 526 mile stretch from Fort Vermilion to Hudson’s Hope, carrying lumber and supplies for the Mission at Fort St. John in British Columbia, as well as goods for the Northwest Mounted Police.
6. ↑  Atlas of Canada. "Rivers in Canada". Arkiveret fra originalen 20. maj 2006. Hentet 2007-05-01.
7. ↑  Alberta Environment Arkiveret 16. januar 2007 hos  Wayback Machine - Alberta river basins

## Eksterne kilder
- Discover The Peace Country